# Buergerit
Buergerit là một khoáng vật silicat vòng, có công thức hóa học là NaFe3+3Al6(BO3)3Si6O18(O,F,OH)4.